# Prestwick (Northumberland)
Prestwick – przysiółek w Anglii, w Northumberland, w dystrykcie (unitary authority) Northumberland, w civil parish Ponteland. Leży 41.3 km od miasta Alnwick, 10.2 km od miasta Newcastle upon Tyne i 407.7 km od Londynu. W 1951 roku civil parish liczyła 283 mieszkańców.